# 먼나무
먼나무는 감탕나무과에 속하는 나무이다. 원산지는 한국, 중국, 대만, 일본이다.

## 분포
난대 지방인 남쪽 섬에서 자라며, 저지대의 숲이 많은 지역과 해안림에서 많이 발견된다. 특히 한반도에서 전남이나, 경남 해안 지역인 거제시와 같은 남부 지역에서 흔하게 볼 수 있다. 일본에서는 혼슈, 시코쿠, 규슈, 류큐 열도에 자생하며, 중국, 인도에까지 넓게 분포한다.

## 생태
늘푸른 넢은잎 큰키나무로 키는 10~15m 정도이다. 나무껍질은 회백색이거나 회갈색이며 어린 가지는 자갈색을 띠고 털이 없으며 모서리에 날이 서 있다. 잎은 어긋나고 길이 4~10cm, 너비 3~4cm인 타원 모양이며 가장자리가 밋밋하며 가죽질이다. 주맥이 잎 앞면에서는 쏙 들어가고 뒷면에서는 도드라진다. 그래서 잎이 반쯤 접힌 것처럼 보인다. 암수딴그루로 3월에 어린 가지의 잎겨드랑이에서 나온 산형꽃차례에 자잘하며 연한 자주빛 꽃이 모여 핀다. 암꽃은 원형에 가까운 뒤집은 달걀 모양이고 꽃잎은 길이 2mm 정도이다. 10월에 콩알만한 둥근 열매가 지름 6~8mm 크기로 붉게 익는다. 겨울에도 떨어지지 않고 그대로 달려 있다.

## 쓰임새
정원수로 많이 사용되며 도시 환경에서도 비교적 잘 견디며, 공원 나무 또는 가로수로 심는다.

## 사진

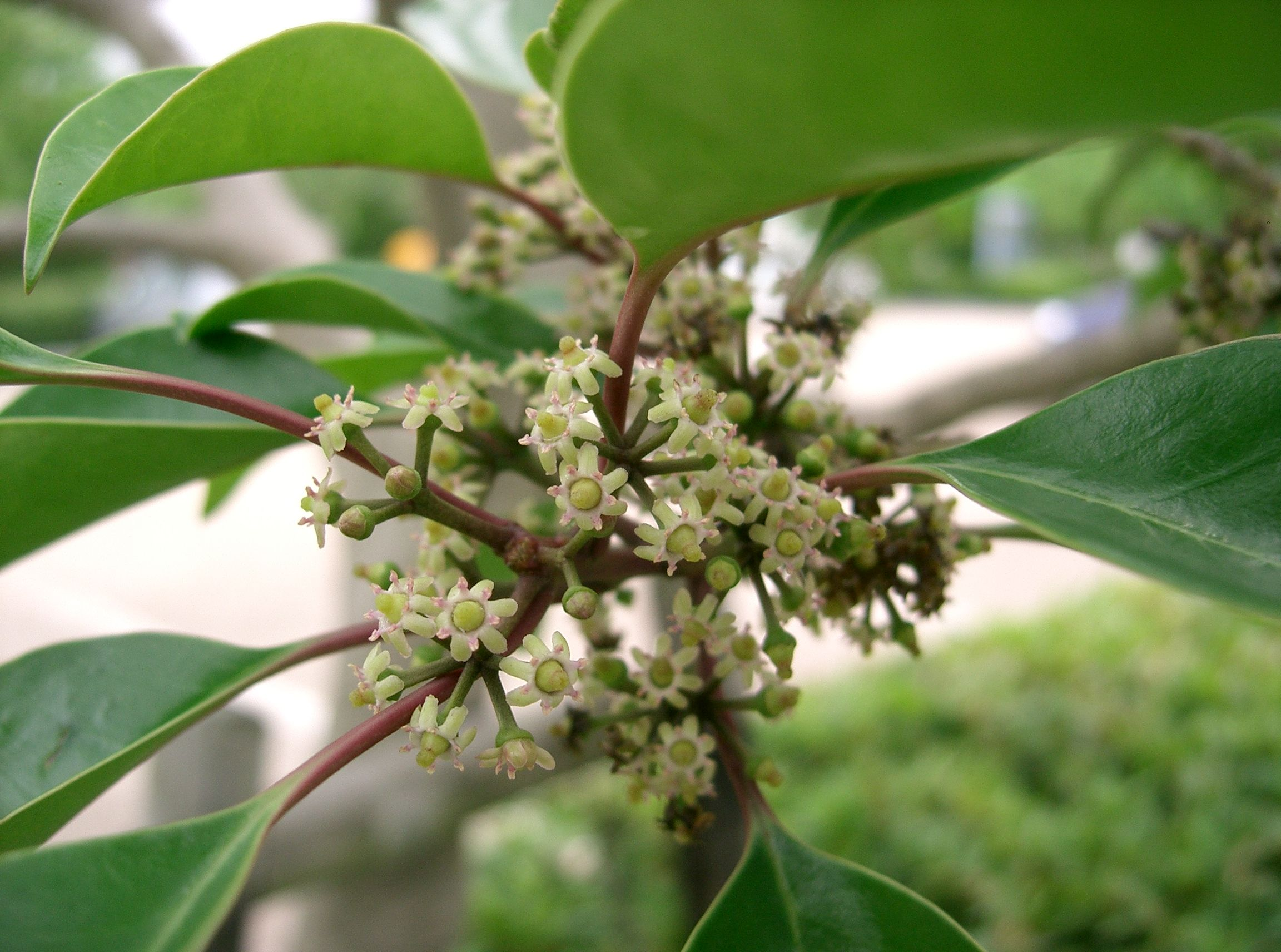
암꽃
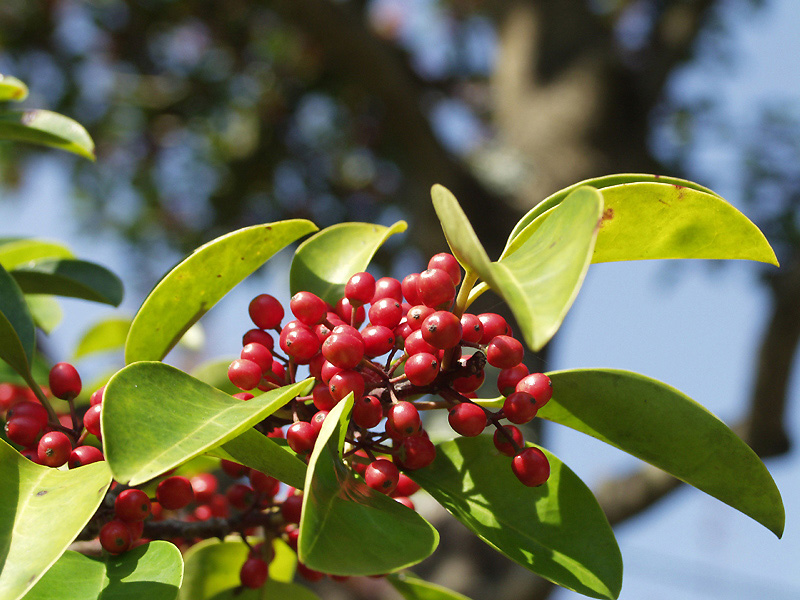
붉은 열매
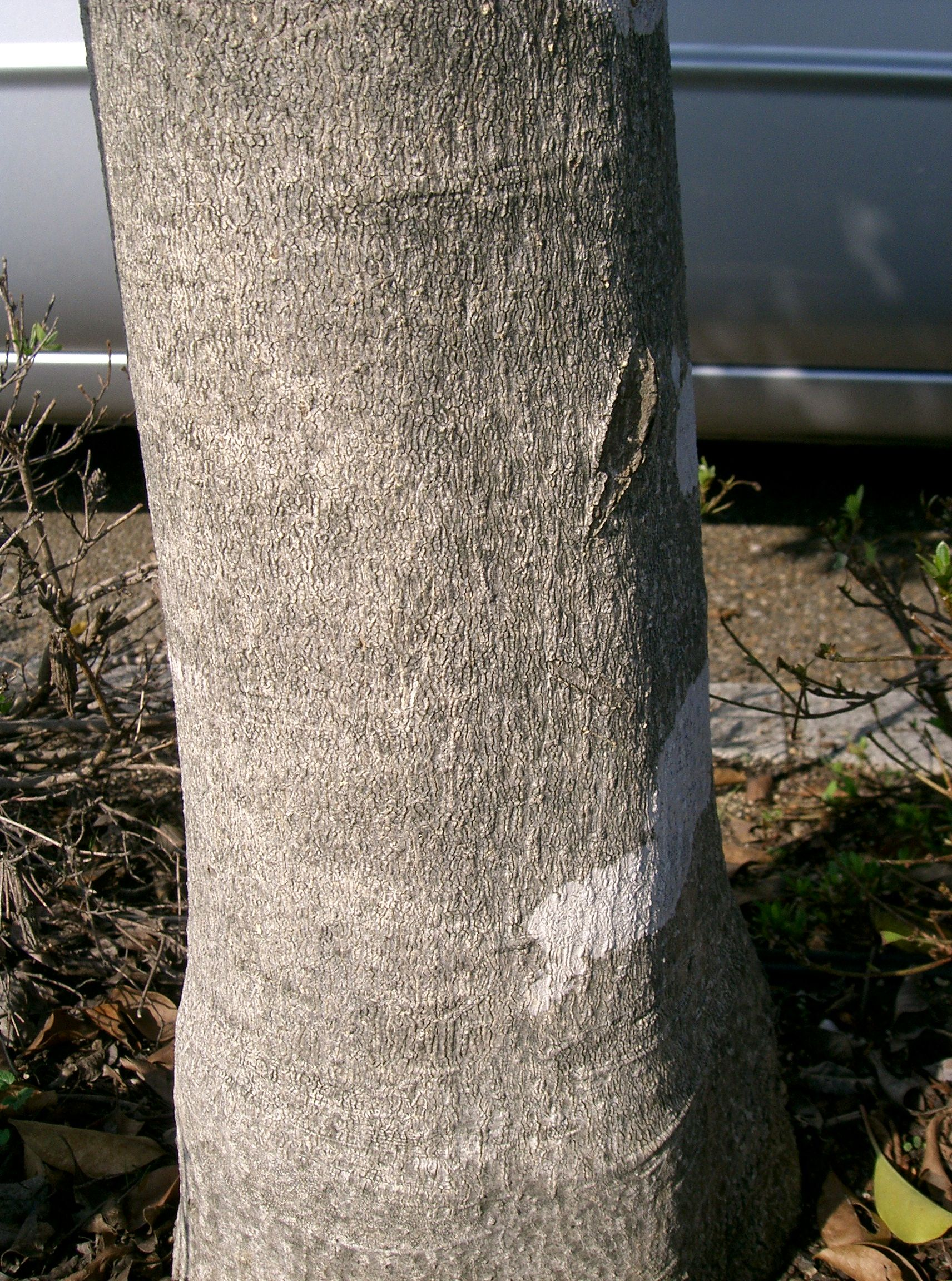
회백색 나무껍질
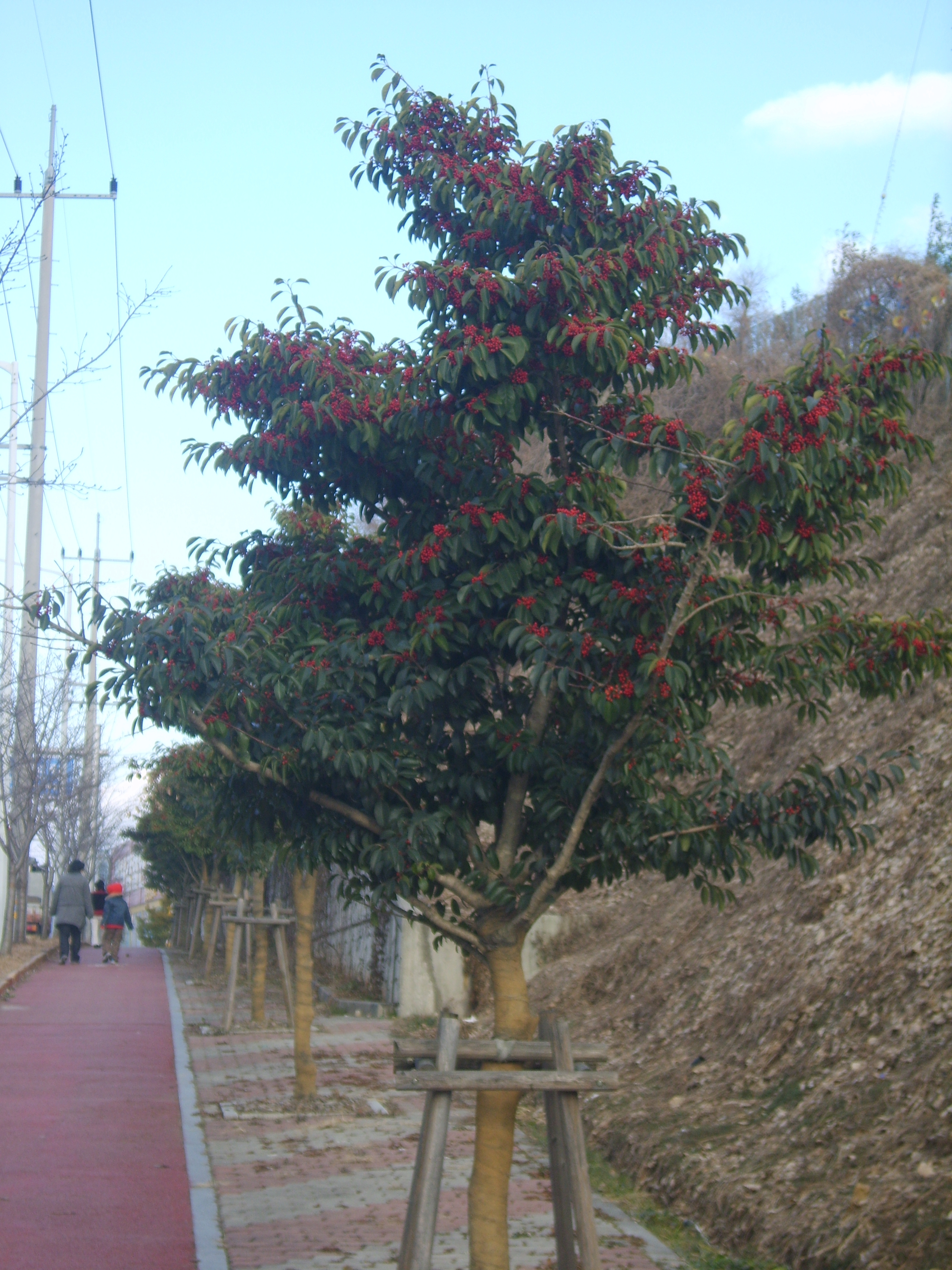
가로수로 심긴 모습. 광주
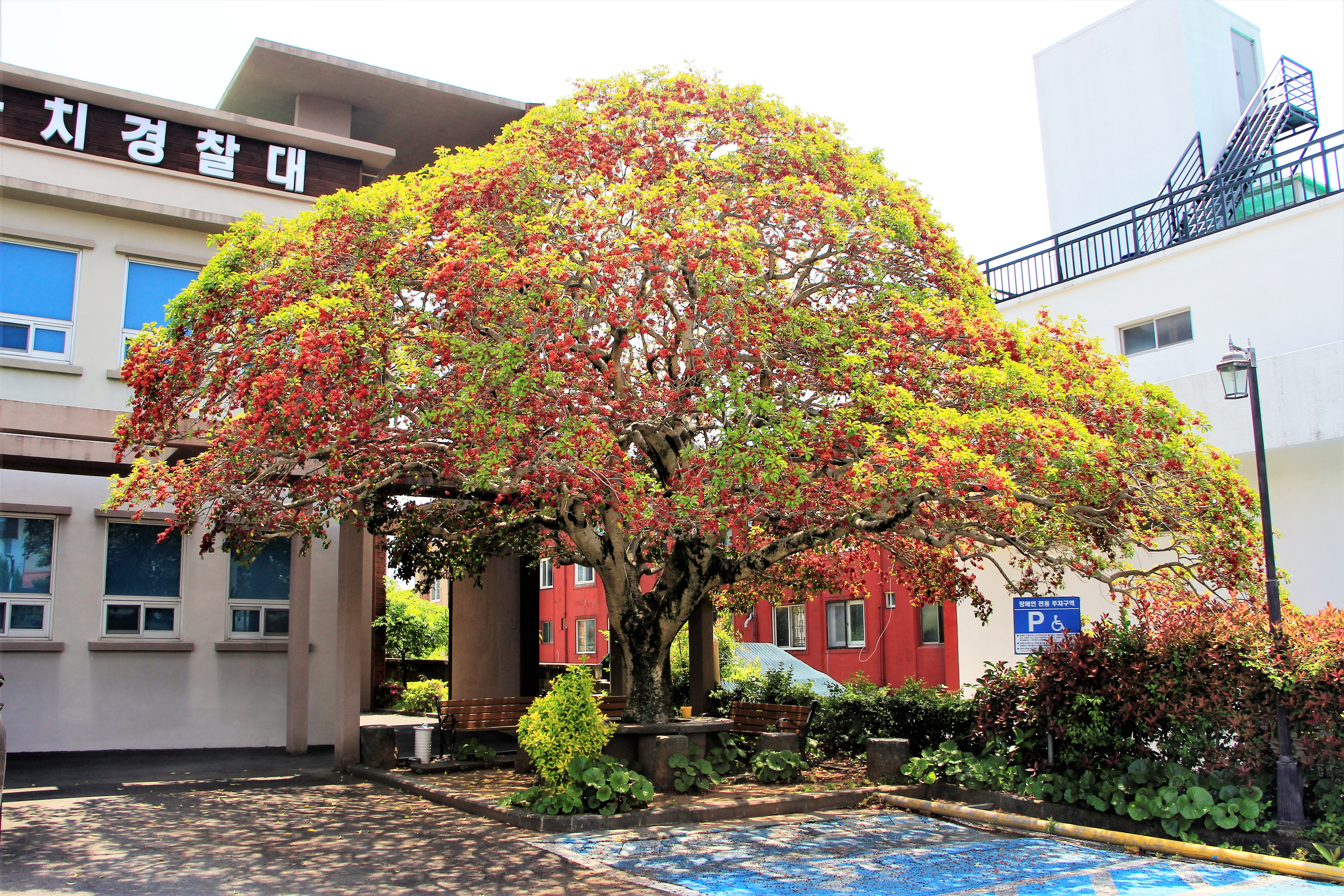
문화재로도 지정되었으나, 4.3 사건과 관련된 논란으로 해제된 서귀포 서귀동 먼나무.

## 참고 자료
- 《조경수목 핸드북》(광일문화사, 2000) ISBN 89-85243-25-X
- 《나무 쉽게 찾기》(진선출판사, 2004) ISBN 978-89-7221-414-4